# Pembina megye
Pembina megye az Amerikai Egyesült Államokban, azon belül Észak-Dakota államban található. Megyeszékhelye és legnagyobb városa Cavalier. Lakosainak száma 6844 fő (2020. április 1.). Pembina megye Rhineland, Gretna, Montcalm, Emerson, Kittson, Walsh, Cavalier, Stanley és Marshall megyékkel határos.

## Népesség
A megye népességének változása:
| Lakosok száma | 7395 | 7382 | 7269 | 7181 | 7091 | 6844 |
|               | 2010 | 2011 | 2012 | 2013 | 2015 | 2020 |